# Pornsak Songsaeng
Pornsak Songsaeng (thajsky พรศักดิ์ ส่องแสง) (2. listopadu 1960 Kon Kaen – 15. října 2021) byl thajský zpěvák a herec, který byl považován za průkopníka[zdroj?] v hudebních žánrech elektronický luk thung a Mor lam. V roce 1986 spolu s nahráli společné album Toey Sao Jan Kang Koab.

## Diskografie

### Alba
- 1982 – Loi Phae (ลอยแพ)
- 1986 – Toey Sao Jan Kang Koab (เต้ยสาวจันทร์กั้งโกบ)
- 1993 – Puea Pler Jer Kan (ผัวเผลอเจอกัน)
- 2001 – Rak Borisut (รักบริสุทธิ์)
- 2001 – Phoo Phae Rak (ผู้แพ้รัก)
- 2004 – Mee Miea Dek (มีเมียเด็ก)